# Norbert Neuß
Norbert Neuß (* 1966 in  Northeim) ist ein deutscher Erziehungswissenschaftler. Er ist Professor für Pädagogik und Didaktik des Elementarbereichs und der frühen Kindheit am Fachbereich Sozial- und Kulturwissenschaften der Universität Gießen. Arbeits- und Forschungsschwerpunkte sind Medienpädagogik und frühkindliche Bildung.
Nach dem Abitur in Einbeck studierte Norbert Neuß von 1987 bis 1994 Diplompädagogik an der Georg-August-Universität in Göttingen. 1999 wurde er bei Stefan Aufenanger über das Thema Symbolische Verarbeitung von Fernseherlebnissen in Kinderzeichnungen promoviert, 2008 folgte die Habilitation zum Thema Biografisch bedeutsames Lernen.
Nach dem Studium folgten ab 1994 Anstellungen beim Landesjugendamt Niedersachsen und ab 1995 beim DJI in München, ab 2000 an der PH Heidelberg. Daneben übernahm er medienpädagogische Lehraufträge an verschiedenen deutschen Hochschulen. Bereits 1998 bis 2000 hatte er eine Vertretungsprofessur an der Justus-Liebig-Universität Gießen übernommen, 2005 bis 2006 ebenfalls eine Vertretungsprofessur an der Universität Hamburg, bevor er ab 2006 ordentlicher Professor an der FH Holzminden wurde. 2008 nahm er den Ruf nach Gießen an.
Bereits während des Studiums war er einer der Mitgründer des medienpädagogischen Vereins Blickwechsel, in dessen Vorstand er bis 2001 blieb. Neuß war Vorsitzender der Gesellschaft für Medienpädagogik und Kommunikationskultur. Neben eigenen wissenschaftlichen Schriften hat er eine Reihe von Schul-, Lehr- und Arbeitsbüchern verfasst und herausgegeben sowie pädagogische Materialien entwickelt.

## Schriften (Auswahl)

### Eigene Schriften
- Symbolische Verarbeitung von Fernseherlebnissen in Kinderzeichnungen. Eine empirische Studie mit Vorschulkindern. München: KoPäd-Verlag 1999, ISBN 3-929061-32-5 (zugleich Dissertation)
- Biographisch bedeutsames Lernen. Empirische Studien über Lerngeschichten in der Lehrerbildung. Leverkusen: Barbara Budrich Verlag 2008, ISBN 3-86649-242-1 (zugleich Habilitation)
- Ben Bachmair, Norbert Neuß, Friederike Tilemann: fernsehen  zum Thema machen. Elternabende als Beitrag zum Jugendmedienschutz. München: KoPäd-Verlag 1997, ISBN 3-929061-73-2
- Norbert Neuß, Mirko Pohl, Jürgen Zipf: Erlebnisland Fernsehen. Medienerlebnisse aufgreifen, gestalten, reflektieren. München: KoPäd-Verlag 1997, ISBN 3-929061-39-2
- Sabine Eder, Norbert Neuß, Jürgen Zipf: Medienprojekte in Kindergarten und Hort. Berlin: Vistas-Verlag 1999, ISBN 3-89158-236-6
- Norbert Neuß, Carola Michaelis: Neue Medien im Kindergarten. Spielen und lernen mit dem Computer. Offenbach: Jünger-Verlagsgruppe 2002, ISBN 3-7664-9407-4
- Unsichtbare Freunde. Warum Kinder Phantasiegefährten erfinden. Berlin: Cornelsen Skriptor 2009, ISBN 3-589-24605-7
  - Als Hörbuch-CD: ISBN 3-589-24654-5
- Markus Kieselhorst, Stefan Brée, Norbert Neuß: Beobachtung kindlicher Selbstbildungsprozesse. Deutungskompetenzen frühpädagogischer Fachkräfte. Wiesbaden: Springer VS 2013, ISBN 3-531-19732-0
- Kinder & Medien. Was Erwachsene wissen müssen. Velber: Klett/Kallmeyer 2012, ISBN 978-3-7800-4901-8

### Herausgeberschaften
- Norbert Neuß (Hrsg.): Ästhetik der Kinder. Interdisziplinäre Beiträge zur ästhetischen Erfahrung von Kindern. Frankfurt a. M: GEP Buch Gemeinschaftswerk der evangelischen Publizistik 1999, ISBN 3-932194-31-4
- Neuß, Norbert (Hrsg.): Phantasiegefährten. Warum Kinder unsichtbare Freunde erfinden. Psychologie –  Ursachen – Umgang. Weinheim: Beltz 2001, ISBN 3-407-22818-X
- Norbert Neuß, Klaus Koch (Hrsg.): Teletubbies & Co. Schadet Fernsehen unseren Kindern? Weinheim: Beltz 2001, ISBN 3-407-22826-0
- Norbert Neuß (Hrsg.): Beruf Medienpädagoge. Selbstverständnis – Ausbildung – Arbeitsfelder.  München: KoPäd 2003, ISBN 3-935686-52-8
- Norbert Neuß (Hrsg.): Pädagogische Ansätze: Bildung und Lerngeschichten im Kindergarten: Konzepte – Methoden – Beispiele. Berlin: Cornelsen Skriptor 2007, ISBN 3-589-24519-0
- Mike Grosse-Loheide, Norbert Neus (Hrsg.): Körper, Kult, Medien. Inszenierungen im Alltag und in der Medienbildung. Bielefeld: GMK 2007, ISBN 3-929685-40-X
- Ludwig Duncker, Gabriele Lieber, Norbert Neuß, Bettina Uhlig (Hrsg.): Bildung in der Kindheit. Das Handbuch zum Lernen in Kindergarten und Grundschule. Velber: Kallmeyer 2009, ISBN 3-7800-1048-8
- Norbert Neuß (Hrsg.): Grundwissen Elementarpädagogik. Ein Lehr- und Arbeitsbuch. Berlin: Cornelsen Skriptor 2010, ISBN 978-3-589-24534-5
- Dagmar Hoffmann, Norbert Neuß, Günter Thiele (Hrsg.): Stream your life. Umgang mit Web 2.0. von Heranwachsenden in schulischen und außerschulischen Handlungsfeldern. München: KoPäd 2011, ISBN 3-86736-344-7
- Norbert Neuß (Hrsg.): Grundwissen Krippenpädagogik. Ein Lehr- und Arbeitsbuch. Berlin: Cornelsen Skriptor 2011, ISBN 3-589-24729-0
- Norbert Neuß, Kai-Uwe Hugger u. a. (Hrsg.): Online_Offline. Aufwachsen mit virtuellen Welten. Seelze: Friedrich Verlag 2011.